# John Tebbutt
John Tebbutt je avstralski astronom, * 25. maj 1834, Windsor, Avstralija, † 29. november 1916, Windsor, Avstralija.
Po njem so poimenovali krater na Luni. 100-dolarski avstralski bankovec nosi njegovo podobo.

## Življenje
Tebbutt se je rodil kraju Windsor, ki se nahaja v Novem Južnem Walesu v Avstraliji. Njegov oče je bil eden izmed prvih svobodnih naseljencev v Avstraliji. Šolal se je v šoli Angleške cerkve, pozneje pa v zasebni šoli. Njegov prvi učitelj Edward Qaife se je zanimal za astronomijo in je svoje zanimanje pranašal tudi na učence.

## Delo
V letu 1864 je sam zgradil majhen observatorij blizu očetovega stanovanja. Tam je imel tudi nekaj naprav za opazovanja. Pričel je z meteorološkimi opazovanji. V letu 1872 je nabavil tudi daljnogled. Odkril je komet, ki ga sedaj imenujemo Veliki komet iz leta 1861. Leta 1881 je odkril še en komet, ki so ga pozneje imenovali Veliki komet iz leta 1881.
Leta 1895 so v Sydneyju ustanovili podružnico Britanske astronomske družbe. Postal je njen prvi predsednik.

## Priznanja

### Nagrade
Kraljeva astronomska družba mu je leta 1905 podelila Medaljo Jackson-Gwiltove.